# Gli uomini che mettono il piede sulla coda della tigre
Gli uomini che mettono il piede sulla coda della tigre (虎の尾を踏む男達?, Tora no o wo fumu otokotachi) è un film in bianco e nero del 1945 diretto da Akira Kurosawa, basato sull'opera di kabuki Kanjinchō.
Il film, con personaggi e interpreti esclusivamente maschili, fu inizialmente bandito da Douglas MacArthur per la sua rappresentazione di valori feudali, venendo distribuito solo nel 1952 dopo la firma del trattato di San Francisco. È stato pubblicato in edicola con il titolo Gli uomini che camminavano sulla coda della tigre.

## Trama
Nel 1185, Minamoto no Yoshitsune è ricercato dal fratello maggiore, lo shōgun Yoritomo, che crede erroneamente da Kajiwara sia colpevole di sedizione. Yoshitsune si dirige con sei fedelissimi servitori, guidati da Musashibō Benkei, nel paese del suo unico amico, Fujiwara no Hidehira. Arrivati presso la foresta di Kaga attraverso le montagne, il buffo contadino/facchino della compagnia scopre la loro vera identità e poco dopo li avverte che le guardie della vicina barriera di Ataka sono in allerta e sanno del travestimento. Yoshitsune quindi si traveste da facchino, ma al posto di blocco Benkei e gli altri corrono il rischio di venire arrestati. Alla fine Benkei, picchiando Yoshitsune con il bastone, riesce a convincere Togashi e le altre guardie che la compagnia è composta di monaci in viaggio per raccogliere donazioni imperiali per riparare il tempio Tōdai-ji a Nara. Ammirato da questo, Togashi finge di credere alle loro credenziali e li lascia passare. Superata la barriera militare, Benkei supplica Yoshitsune di perdonarlo. La compagnia viene raggiunta dai vassalli di Togashi che portano loro del sakè, con cui si ubriacano.

## Distribuzione

### Data di uscita
Le date di uscita internazionali sono state:
- 24 aprile 1952 in Giappone;
- 28 febbraio 1960 negli Stati Uniti (The Men Who Tread on the Tiger's Tail);
- 31 luglio 1986 in Germania Ovest (Die Männer, die auf des Tigers Schwanz traten);
- 9 marzo 2016 in Francia (Qui marche sur la queue du tigre...).

### Edizione italiana
Nell'edizione italiana, distribuita direttamente in DVD, i titoli di testa furono completamente sostituiti da quelli italiani e la musica che li accompagnava venne eliminata. Il doppiaggio, ad opera della Doppiaggio Internazionale e diretto da Raffaele Uzzi su dialoghi di Maria Teresa Del Torso, fu eseguito senza la colonna sonora internazionale e quindi la musica presente mentre i personaggi parlano venne sostituita.